# Aulocera swaha
Aulocera swaha ist ein Schmetterling (Tagfalter) aus der Unterfamilie der Augenfalter (Satyrinae).

## Merkmale
Die Flügelspannweite beträgt 60 bis 70 Millimeter. Die Oberseite der Flügel ist dunkelbraun mit einem diskalen gelblich weißen Band, das sich vom Vorderflügelrand bis zum Hinterrand der Hinterflügel fortsetzt. Das Band erscheint auf den Hinterflügeln durchgängig, während es auf den Vorderflügeln mehr oder weniger in einzelne Flecken aufgelöst ist. Wie bei anderen Arten der Gattung findet sich auf den Vorderflügeln ein subapikaler dunkler Fleck, der bei A. swaha allerdings nicht so deutlich ausgeprägt ist wie beispielsweise bei Aulocera padma oder Aulocera brahminus.
Insgesamt ist Aulocera swaha der Art A. padma ähnlich, aber kleiner als diese. Zudem sind die hellen Flügelbänder bei A. swaha deutlich gelblicher gefärbt, als bei A. padma. Von den europäischen Arten ist der Weiße Waldportier (Aulocera circe) A. swaha am ähnlichsten.

## Unterarten
Die folgenden nicht leicht unterscheidbaren Unterarten sind beschrieben:
- Aulocera swaha parthicola Clench & Shoumatoff, 1956. Afghanistan, Paghman-Gebirge
- Aulocera swaha forsteri Gross, 1958. Afghanistan
- Aulocera swaha schaeferi Gross, 1958. Nepal, Mustangbhot
- Aulocera swaha lobbichleri Gross, 1958. Nepal, Manangbhot
- Aulocera swaha tellula Fruhstorfer, 1911. Pakistan, Safed Koh
- Aulocera swaha garuna Fruhstorfer, 1911. Kaschmir
- Aulocera swaha gilgitica Tytler, 1926. Pakistan, Gilgit

## Verbreitung
Die Art kommt in Afghanistan, Pakistan und im Himalayagebiet (Indien, Nepal, Tibet) vor. Ein angebliches Vorkommen im nordindischen Bundesstaat Sikkim ist nicht bestätigt. Man findet die Art in Höhen zwischen 2.000 und 4.000 Meter und zwar bevorzugt an sonnigen Stellen in Waldgebieten. Die Flugzeit währt von Mai bis September.

## Lebensweise
Angaben zur Biologie der Art und zu ihren Entwicklungsstadien sind dürftig beziehungsweise fehlen.